# 용석 (가수)
용석(본명: 김용석, 1993년 1월 8일 ~)은 대한민국의 보이그룹 크로스진의 메인보컬을 맡았다. 2019년 계약종료로 팀을 탈퇴했다. 학창 시절 육상선수 출신이다.

## 학력
- 괴정중학교 (전학)
- 신현중학교 (졸업)
- 서울체육고등학교 (전학)
- 디지털서울문화예술대학교 연극예술학과 (재학)